# حسن الصباح
حسن الصَبَّاح (430 ه‍/ 1037م - 518 ه‍/ 1124م)، وُلد وتوفي في فارس (إيران). كان شيعيًا اثنا عشريًا وبعدها اعتنق المذهب الإسماعيلي في سن السابعة عشر. كان يلقب بالسيد أو شيخ الجبل هو مؤسس ما يعرف بالدعوة الجديدة أو الطائفة الإسماعيلية النزارية المشرقية أو الباطنية أو الحشاشون حسب التسمية الأوروبية.

## النشأة
ولد حسن بن على بن محمد الصباح الحِميري بالري (مدينة إيرانية حاليا) عام 430 هـ 1037 م، بعض المؤرخين ذكروا أنه ولد في قم معقل الشيعة الإثنى عشرية (طائفة دينية) حيث نشأ في بيئة شيعية اثني عشرية ثم انتقلت عائلته إلى الري مركز لنشاطات الطائفة الإسماعيلية فاتخذ الطريقة الإسماعيلية الفاطمية وعمره 17 سنة، وقال في مذكراته عن تلك الفترة: «ظللت حتى السابعة عشرة دارساً وباحثاً في المعرفة ولكني ظللت على عقيدة أجدادي الإثنى عشرية. وذات يوم التقيت برجل، أحد الرفاق (وهو تعبير يطلقه الإسماعيليون على أنفسهم) يدعى عميره زاراب كان من وقت لآخر يدعو إلى نظرية الخلفاء في مصر» وقال حسن الصباح أيضا: «وكان عميره زاراب ذا شخصية قوية، وعندما ناقشني لأول مرة قال أن الإسماعيلية يقولون كذا وكيت «. وكان عميرة يقول لي» عندما تخلو إلى التأمل في سريرك أثناء الليل سوف تعرف أن ما أقوله لك مقنع ". وفي عام 471 هـ/1078 م ذهب إلى مصر في زمن المستنصر بالله الفاطمي، وعاد بعد ذلك لينشر الدعوة في فارس.

## اعتناقه للمذهب الإسماعيلي
استمر حسن في قراءة كتب الإسماعيلية، وبعد ذلك لقي معلم إسماعيلي آخر، فلقنه التعاليم الإسماعيلية حتى اقتنع، ولم يبق أمامه سوى أداء يمين الولاء للإمام الفاطمي. لكنه أدى تلك اليمين أمام مبشر إسماعيلي نائب عن عبد الملك بن عطاش كبير الدعاة الإسماعيليين في غرب إيران والعراق، وفي أوائل صيف 1072 وصل عبد الملك بن عطاش لمدينة الري، فلقيه حسن الصباح، ثم وافق على انضمامه، وحدد له مهمة معينة في الدعوة، وطلب منه السفر إلى مصر لكي يسجل اسمه في بلاط الخليفة الفاطمي بالقاهرة.
ترك حسن مدينة الرى سنة 1076 ورحل إلى أصفهان ثم اتجه صوب أذربيجان ومنها عرج على ميافارقين فبقي فيها إلى أن طرده قاضي المدينة بعدما أنكر حسن سلطة علماء السنة وأصر على إن الإمام وحده هو الذي لديه الحق في تفسير الدين، فأكمل رحلته إلى فلسطين عن طريق أرض الجزيرة وسوريا وبيروت ومن هناك رحل بحرا إلى مصر في 19 صفر 471 هـ / 30 أغسطس 1078.
بقي حسن في مصر حوالي ثلاث سنوات ما بين القاهرة والإسكندرية، ثم قيل بأنه اختلف مع أمير الجيوش بدر الدين الجمالي، فسجنه ثم طرده من مصر على متن مركب للأفرنج إلى شمال أفريقيا، لكن المركب غرق في الطريق فنجى حسن فنقلوه إلى سوريا ثم تركها ورحل إلى بغداد ومنها عاد إلى أصفهان فوصلها 29 ذو الحجة 473 هـ / 10 يونية 1081.

## نشر الدعوة الإسماعيلية
تنقل حسن الصباح داخل إيران مستكشفا لها لمدة تسعة سنوات، حتى بدأ دعوته في إقليم الديلم ومازندران وقد كان لها بعض النجاح، وقد كان حسن يتفادى المدن في تنقلاته ويفضل أن ينتقل عبر الصحراء، حتى استقر في دامغان وحولها قاعدة له يبعث منها الدعاة إلى المناطق الجبلية لجذب السكان من هناك، واستمر بذلك لمدة 3 سنوات حتى أمر الوزير نظام الملك باعتقاله، ولكنه هرب إلى قزوين.
كان أول ظهور للباطنية ببلاد الشام في مدينة حلب، التي كانت تحت حكم الملك السلجوقي رضوان بن تتش، حيث أقام الداعي الباطني الحكيم المنجم الذي أرسله الحسن بن الصباح من ألموت لنشر الدعوة في الشام واستطاع استمالة رضوان إلى الباطنية على أساس أن يستغل هذا شجاعة الباطنية في اغتيال خصومه السياسيين، فحفظ الملك رضوان جانبهم وشايعهم حتى أصبح لهم بحلب دار دعوة.
بعد إنتشار الباطنية في حلب والشام، أرسل السلطان السلجوقي محمّد ابن ملكشاه إلى ألب أرسلان بن رضوان بن تتش -الذي تولى الحكم في حلب بعد وفاة أبيه- أن يفتك بالباطنية ويقتلهم، فقرر ألب أرسلان القضاء عليهم، فقبض على أبي طاهر الصائغ وقتله، وقتل إسماعيل الداعي وأخا الحكيم المنجم والأعيان من أصحاب هذا المذهب الباطني بحلب وصفى أموالهم وتفرقوا في البلاد.
ظلّت الباطنية في الشام مختفية مغلوبة على أمرها، بسبب مطاردة الحكام والعامة لها، إلى أن جاءت سنة 520هـ، حيث كان على زعامة الباطنية رجل يعرف باسم بهرام، فقال عنه ابن القلانسي: «وفي هذه السنة استفحل أمر بهرام داعي الباطنية وعظم خطبه في حلب والشام، وهو على غاية من الاستتار والاختفاء وتغيير الزي واللباس، بحيث يطوف البلاد والمعاقل ولا يعرف أحد شخصه».

## تأسيس قاعدته في قلعة أَلَمُوت

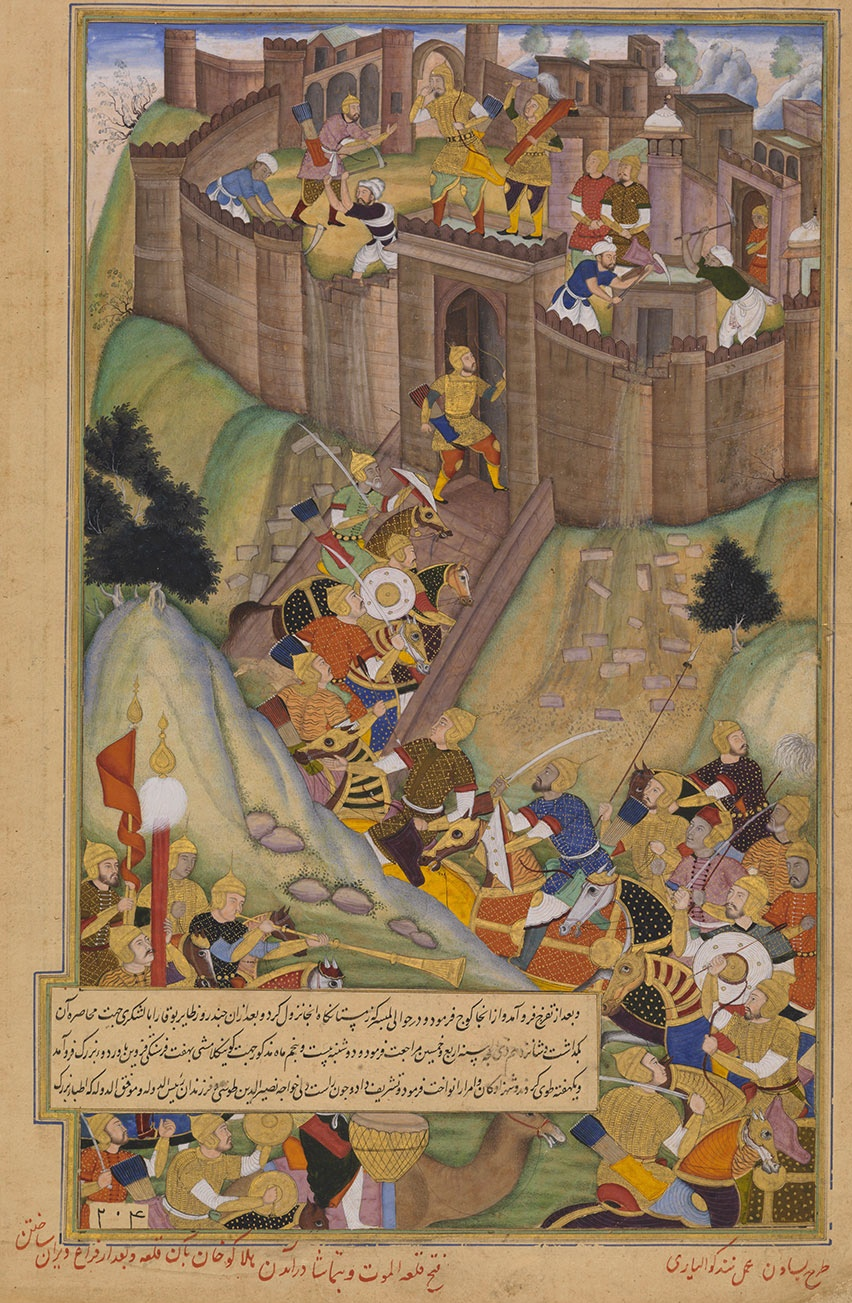
قلعة أَلَمُوت، قاعدة الحشاشين

لم يكن كل هم حسن الصباح في تنقلاته هو نشر دعوته وكسب الأنصار فحسب، بل أيضاً العثور على مكان مناسب يحميه من مطاردة السلاجقة ويحوله إلى قاعدة لنشر دعاته وأفكاره، وقد عزف عن المدن لانكشافها، لذا لم يجد أفضل من قلعة أَلَمُوت المنيعة. فهي حصن قديم فوق صخرة عالية وسط الجبال على ارتفاع 2,100 متر (6,900 قدم). وبنيت بطريقة أن لا يكون لها إلا طريق واحد يصل إليها ويلف على المنحدر مصطنع (المنحدر الطبيعي صخوره شديدة الانحدار وخطرة), لذلك أي غزو للحصن يجب أن يحسب له لخطورة الإقدام لهذا العمل.
لم يعرف الباني الأساسي للقلعة، ويقال إن من بناها هو أحد ملوك الديلم القدماء واسماها (ألوه أموت) ومعناها عش النسر، ثم جددها حاكم علوي عام 860، وبقيت في أيديهم حتى دخلها طائفة من الإسماعيلية ويسمون الباطنية بواسطة أميرهم حسن الصباح بتاريخ 7 رجب 483 هـ / 4 سبتمبر 1090 فطرد الحاكم منها. وقصة دخول حسن الصباح هي كما ذكرها ابن الأثير: أن الحسن الصباح كان يطوف على الأقوام يضلهم فلما رأى قلعة أَلَمُوت واختبر أهل تلك النواحي، أقام عندهم وطمع في اغوائهم ودعاهم في السر وأظهر الزهد ولبس المسح فتبعه أكثرهم وكان العلوي صاحب القلعة أحسن الظن به فكان يجلس إليه يتبرك به فلما أحكم الحسن أمره دخل يومًا على العلوي بالقلعة فقال له ابن الصباح: إخرج من هذه القلعة فتبسم العلوي وظنه يمزح فأمر ابن الصباح بعض اصحابه بإخراج العلوي فأخرجوه إلى دامغان واعطاه ماله وملك القلعة.. وقيل أنه اشتراها منه ب 3000 دينار ذهب.
وقد بقي فيها بقية حياته ولم يخرج من القلعة مدة 35 سنة حتى وفاته. حيث كان جل وقته يقضيه في القراءة ومراسلة الدعاة وتجهيز الخطط. وكان همّه كسب أنصار جدد والسيطرة على قلاع أخرى. لذلك استمر بارسال الدعاة إلى القرى المحيطة برودبار المجاورة، ويرسل الجنود لأخذ القلاع عن طريق الخدع الدعائية، وإن فشلوا بذلك فإنهم يقتلون الناس ويرتكبوا المجازر، وقد أخذوا الكثير من القلاع والأماكن الصالحة لبناء القلاع الحصينة، وقد تمكن حسن الصباح من الاستيلاء على قلعة لمبسر عن طريق هجمات مليشياته عليها ما بين عامي 1096 و 1102 بقيادة عامله «كيا بزرك اميد» وحكمها عشرين عاما، وقد كانت قلعة إستراتيجية مهمة وقائمة على صخرة مدورة تطل على شاه رود، وعن طريقها تمكن حسن الصباح من الاستيلاء على كل منطقة رودبار.
في سنة 484 هـ/1091 م بعث حسن الصباح دعاته إلى منطقة كوهستان الجبليه على الحدود الحالية بين إيران وأفغانستان. وكانت تلك المنطقة في بداية الإسلام يعيش فيها المجوس الزرادشتيين ومن ثم أضحت معقل للشيعة. قدر حسن الصباح أن يضم سكان تلك المنطقة عن طريق استغلال حالة التذمر التي كانت هناك ضد السلاجقة فصارت تابعة للإسماعيليين. فاستغل حسن الصباح تذمر الناس من السلاجقة واستغل كذلك تراثهم الموالى للشيعة والإسماعيليين حتى تمكن أن يسيطر على أقاليم وقلاع كتيرة. ومنها قلعة وسنمكوه ملكوها وهي بقرب أبهر سنة 484 هـ/1091 م وتأذى منهم الناس لاسيما أهل أبهر فاستغاثوا بالسلطان بركيارق فجعل عليها من يحاصرها فحوصرت ثمانية أشهر، حتى أخذت منهم سنة 489 هـ/ 1096 م وتم قتل من كان بها.

## استخدام العنف والاغتيالات
كان توزيع حسن الصباح لدعاته بحيث جزء منهم يذهب إلى المناطق النائية لنشر الأفكار، والجزء الآخر يكون موجودا بالمدن الكبرى. فأول ما عرف من أحوال الدعوة التي اشتهرت بالباطنية أو الإسماعيلية في أيام السلطان ملك شاه فقد اجتمع منهم ثمانية عشر رجلًا فصلوا صلاة العيد في ساوة فعرف بأمرهم رئيس الشرطة فأخذهم وحبسهم ثم سُئِلَ فيهم فأطلقهم فهذا أول اجتماع عام كان لهم.
ثم انهم دعوا مؤذنًا من أهل ساوة كان مقيمًا بأصبهان فلم يجبهم إلى دعوتهم فخافوه ان يخبر عنهم فقتلوه فهو أول قتيل لهم فبلغ خبره إلى نظام الملك فأمر باخذ من يتهم بقتله فوقعت التهمة على نجار اسمه طاهر فقتل ومُثل به وجروا برجله في الاسواق فهو أول قتيل من طائفة حسن الصباح وكان والد النجار واعظًا وقدم إلى بغداد مع السلطان بركيارق سنة 486 هـ فحظي منه ثم قصد البصرة فولي القضاء بها ثم توجه في رسالة إلى كرمان فقتله العامة في الفتنة التي جرت وذكروا انه باطني.
في سنة 1092 بدأ السلاجقة في مواجهة حسن الصباح عسكرياً، فبعث سلطانهم ملك شاه حملتين، واحدة على قلعة ألموت، والثانية على قهستان لكن ميليشيات حسن الصباح تصدت للسلاجقة وبمساعدة الاهالى المتعاطفين معهم في روبارد وقزوين فانسحبت القوات من قهستان بعد وفاة السلطان ملك شاه سنة 1092.
بعدها ضرب حسن الصباح ضربته باغتيال الوزير نظام الملك نفسه في 16 ديسمبر 1092 (485 هـ)، في منطقة ساهنا في إقليم نهاوند، عن طريق فدائى (تسمية الباطنيين لمن يقوم بعمليات الاغتيال) متنكر في زى رجل صوفى. حسن الصباح خطط لاغتيال نظام الملك بعناية. يقول المؤرخ رشيد الدين إن حسن الصباح نصب شباكه وفخاخه لاصطياد هدف كبير مثل نظام الملك لكي يشتهر ويذيع صيته وهو من أرسى أسس الفدائية، وبعدما نجحت العملية قال حسن الصباح: «قتل هذا الشيطان هو بداية البركة». اغتيال نظام الملك كان من أولى عمليات الاغتيال الكبرى التي قام بها الحشاشون (الباطنية) ، وكانت بداية لسلسلة طويلة من الاغتيالات التي قاموا بها ضد ملوك وأمراء وقادة جيوش ورجال دين، استمرت حتى احتل هولاكو قلعة ألموت عام 1256 وقضى على طائفتهم بالشرق والتي استمرت حوالي القرنين من الزمان.

## الانشقاق عن الفاطميين وتأسيس المذهب النزاري
بعد موت المستنصر بالله 487 هـ/1094 م، قام الوزير بدر الدين الجمالي بالدعوة لامامة المستعلي الابن الأصغر للمستنصر (ابن أخت الوزير)وإزاحة الابن الأكبر «نزار» ولي العهد. وبذلك انشقت الفاطمية إلى نزارية مشرقية، ومستعلية مغربية.انشق الصباح عن الفاطميين ليدعو إلى إمامة نزار بن المستنصر بالله ومن جاء مِن نسله، حسن الصباح كان في النظام مجرد عميل للزعماء الفاطميين في مصر ونائب لعبد الملك بن عطاش وخليفته. وقد اتخذ من قلعة ألموت في مدينة رودبار بالقرب من نهر «شاه ورد» في فارس مركزًا لنشر دعوته وترسيخ أركان دولته.
واجه الإسماعيليون معضلة بخصوص شخصية الإمام الذي يعتبر الشخصية المركزية في نظامهم الدينى والسياسى. فقد اعتبروا نزار هو الإمام الشرعى بعد المستنصر، لكن موت نزار في سجن في الإسكندرية جعل النزاريون يدعون بعدم موته وإنما اختفى وسيعود مرة أخرى على هيئة المهدى المنتظر وهذا معناه ان خط الأئمة انتهى. لم يعرف بالضبط موقف حسن الصباح في تلك المعضلة، لكن ظهرت نظريات تقول بأن الإمامة انتقلت لحفيد نزار الذي انتقل في السر إلى قلعة ألموت، ونظرية أخرى قالت بوجود محظية حامل من نزار نقلوها لقلعة ألموت وولدت فيها الإمام الجديد. من بعدها صار إسماعيلية إيران وحكام قلعة ألموت أعداء للخليفة الفاطمي مثلما هم أعداء للخليفة العباسي في العراق وسلطان السلاجقة. في عام 1121 اغتيل الوزير الأفضل قائد الجيوش في القاهرة، وقد ادعى الباطنية بأنهم قتلوه ولكن المؤكد هو أن الآمر بأحكام الله هو من قتله ليتخلص منه، وقد احتفل حسن الصباح في قلعة ألموت مدة سبعة أيام بالمناسبة تلك. ثم بعث الخليفة الأمر بأحكام الله برسالة كتبها المأمون كاتم اسرار الدولة من القاهرة لحسن الصباح، يطلب منه انه يرجع للحق وينبذ اعتقاده في إمامة نزار. وتدهورت العلاقات أكثر بين حسن الصباح والحكام الفاطميين في مصر.

## وفاته وأثره
توفي الصباح عام 518 هـ/1124 م في قلعته، واختلفت المصادر عن مصير ذريته (المصادر الغربية وبعض العربية تذكر أنه قتل أولاده في حياته) إلا أن المصادر كلها أجمعت على أنه مات من غير جناية. وخلفه بزرك أميد (برزجميد)، وكلف ناس بشؤون الدعوة والإدارة وقيادة القوات، وطلب منهم التعاون مع بعض حتى ظهور الإمام المستتر ويتولى شؤون الطائفة. توفى شيخ الجبل، حسن الصباح في 7 ربيع الثاني 518 هـ / 23 مايو 1124 في قلعة ألموت.
استمرت الصراعات المسلحة بين الإسماعيلية الباطنية والسلاجقة وتوسعت مناطق حسن الصباح وتمكن الفدائيون الباطنية من الاستيلاء على قلاع جديدة لكن السلاجقة استطاعوا احتوائهم عام 500 هـ/1106 م عندما استولى السلطان محمد على قلعة شاه دز بالقرب من أصبهان وقتل عدد كبير منهم من ضمنهم ابن العطاش وولده، ولكن لم يتمكنوا من القضاء عليهم أو يستولوا على قلعة ألموت.
حسن الصباح كان مفكرا وكاتبا وله نصين واحد عن قصة حياته والثاني في اللاهوت. وصفه ابن الأثير بإنه كان رجلا حاد الذهن عالما بالهندسة والحساب والفلك والسحر.

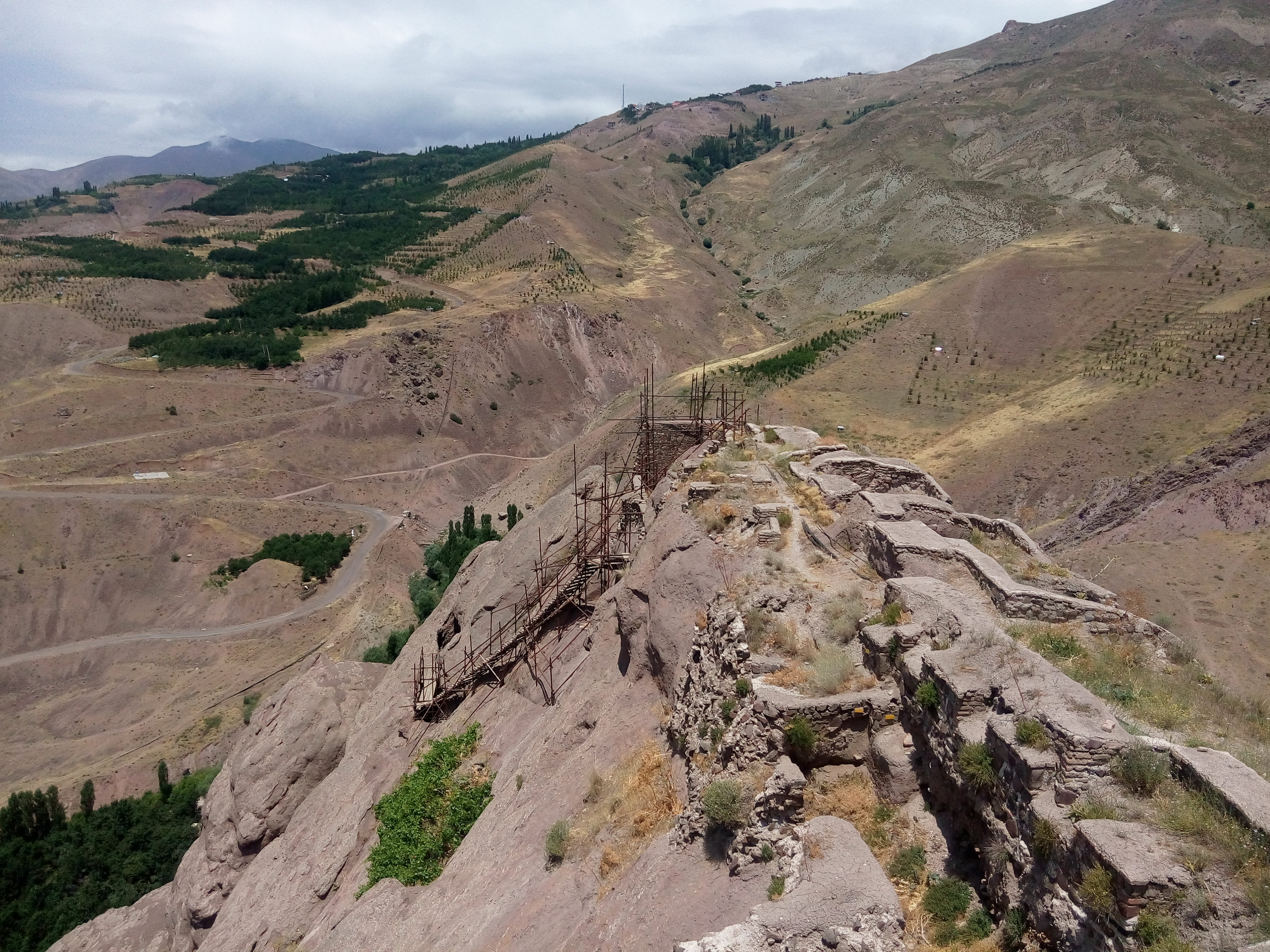
بعض الأطلال الأثرية لقلعة ألموت التي كانت قاعدة الحشاشين

نال حسن الصباح باحترام كبير عند الإسماعيليين باعتباره محرك «للدعوة الجديدة»، أي النظرية الإسماعيلية المعدلة التي ظهرت بعد الانشقاق عن القاهرة والمسماة بالنزارية، لم يدع حسن الصباح بأنه الإمام ولكن ممثل الإمام فقط، وبعد اختفاء الإمام ظل هو زعيم الدعوة والحجة أو البرهان ونبع المعرفة للامام المستتر، والرابط الحي بين خط الأئمة الظاهرين وفي المستقبل.

## الآراء حول الصباح
عاش الصباح في فترة سادت فيها الحروب بين مختلف الطوائف، السلاجقة، العباسيون، الايوبيون، الصليبيون وغيرهم من الطوائف، إلا أن كلها اجمعت على ان الصباح كان قوي الشكيمة، ودائم حضور الذهن، ويقاتل كل من يحاول الاقتراب من دولته بغض النظر عن طائفته وان تابعيه أو فدائيه يتمتعون بالحرص الشديد والطاعة والمقدرة على تنفيذ المهمات الموكلة لهم. واختلفت على كيفة ذلك وفيما يلي بعض الاراء عنه:
- الغرب هم الذين اطلقوا اسم الحشاشون (بالإنجليزية: Hashshashin) على هذه الطائفة ومنها اتت الكلمة بالفرنسية (Assassin- قاتل) وخصوصاً ماكتبه الرحالة الإيطالي ماركو بولو الذي ادعى زيارة قلعة آلموت. والقصص والروايات عن هذه الطائفة كثيرة عند الغرب حيث وصفت كيفية سيطرة الصباح على اتباعه باستخدام الحشيش وترغيبهم بجوائز وغنائم لتنفيذ عملياتهم وإلى اخره.
- العباسيون والايوبيون اعتبروا الصباح عدوا وقاتلا، حيث تذكر المصادر انهم حاولوا اغتيال الناصر صلاح الدين الأيوبي أكثر من مرة وكذلك الخليفة العباسي المسترشد بالله.
- السلاجقة أيضا اعتبروا الصباح ألد اعدائهم خصوصا بعد اغتيال نظام الملك وزير السلطان ملكشاه، وفخر الملك ابنه، وزير السلطان سنجر.
- الإسماعيليون: الصباح قائد وامام وان انصياع اتباعه التام وطاعتهم العمياء لأوامر رؤسائهم ما كان إلا من تبادل الثقة بين الرئيس والمرؤوس والإيمان القوي المطلق بعقيدتهم المثلى وبإمامهم الذي يبذلون أرواحهم رخيصة في سبيله لأنهم يعتبرون أنفسهم جزءاً من النفس الكلية.

بعد وفاة حسن الصباح حكم النزارية سبع حكام كان أخرهم ركن الدين خورشاه بن علاء الدين. ظلت قلعة ألموت قائمة كمركز للباطنية النزارية في إيران حتى اقتحمها المغول بقيادة هولاكو وقضوا عليهم في إيران سنة 1256، ثم أجهز عليهم الظاهر بيبرس في الشام سنة 1273.

## في الثقافة الشعبية
- 1938 : رواية آلموت للروائي السلوفيني لفلاديمير بارتول، تستند هذه الرواية التاريخية على قصة صعود حسن الصباح إلى السلطة.[13]
- 2016: تم تجسيد شخصية حسن الصباح في مسلسل رمضاني اسمه سمرقند من بطولة الممثل السوري عابد فهد.
- 2020: تم تجسيد الشخصية في المسلسل التركي نهضة السلاجقة العظمى من قبل الممثل غوركان أويغون.
- 2024 : تم تجسيد الشخصية في مسلسل التلفزيون المصري الحشاشين بأداء الممثل كريم عبد العزيز[14]

## وصلات خارجية
- محمد عثمان الخشت، الأصول التاريخية لحركة الحشاشين، دورية كان التاريخية، العدد الأول: سبتمبر 2008